# Hinko Tegzeš
Hinko Tegzeš, hrvatski bosanskohercegovački bivši nogometaš. Igrao za Željezničar iz Sarajeva. Počevši od sezone 1928./29. igrao je za Željezničar dvije sezone. Željezničar je tad igrao u rangu sarajevskog nogometnog podsaveza i podsaveznoj ligi.